# Cardoterror
El Cardoterror és el cicle de cinema de terror de Cardedeu. La primera edició es va celebrar l'any 2006, i cada edició se centra en una temàtica concreta, com ara zombis o homes llop, sempre dins del gènere de terror i fantasia. El cicle té lloc normalment l'últim cap de setmana d'octubre, i té lloc al centre del municipi. Les projeccions de les pel·lícules i curts que es visualitzen al llarg del festival s'emeten al Teatre Esbarjo de Cardedeu.
A part de projectar pel·lícules el festival també consta amb un ampli ventall d'activitats relacionades amb el cinema, com una entrega de premis, diverses exposicions i a part també es conviden i es fan homenatges a personalitats del cinema dins del panorama català. Tot el festival està a càrrec del Cardot, una associació cultural que va néixer el desembre de l'any 1981 i que al llarg de la seva història s'ha dedicat a crear esdeveniments i activitats pel municipi. En l'actualitat el Cardot se centra principalment en l'organització del Cardoterror i l'organització dels Cardejocs, sessions de ludoteca que s'organitzen l'últim dissabte de cada mes. L'objectiu del Cardoterror és fomentar i populatitzar el gènere i compartir experiències.

## Premis TAC

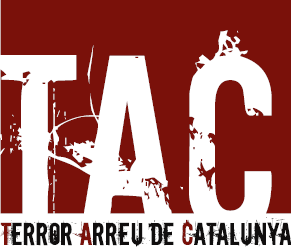

El TAC (Terror Arreu de Catalunya) és una associació de festivals i cicles de cinema arreu del territori català dedicats al gènere de terror. L'objectiu principal de l'associació és dignificar el cinema de gènere, i amb motiu d'aquest s'organitzen els Premis TAC, que des del seu any de creació, l'any 2010, s'entreguen a Cardedeu durant el Cardoterror. L'any 2019 però, en celebració del seu desè aniversari els premis s'han entregat a Ultramort, al Baix Empordà. En els premis s'hi valoren tots els curtmetratges de producció catalana que han estat seleccionats al llarg dels festivals membres del TAC. Els premis tenen tres categories: millor actor/ actriu, millors efectes especials o maquillatge i millor curt.

## Dates
| Any  | Dates        | Dates         | Pel·lícules |
| Any  | Inici        | Final         | Pel·lícules |
| ---- | ------------ | ------------- | ----------- |
| 2023 | 26 d'octubre | 1 de novembre | 18          |
| 2022 | 21 d'octubre | 1 de novembre | 16          |
| 2021 | 28 d'octubre | 1 de novembre | 16          |
| 2020 | 11 desembre  | 15 desembre   | 10          |
| 2019 | 23 d'octubre | 27 d'octubre  | 13          |
| 2018 | 25 d'octubre | 28 d'octubre  | 13          |
| 2017 | 26 d'octubre | 29 d'octubre  | 13          |
| 2016 | 27 d'octubre | 30 d'octubre  | 9           |
| 2015 | 29 d'octubre | 1 de novembre | 12          |